# Мартин фон Хонщайн
Мартин фон Хонщайн (на немски: Martin von Hohnstein; * 11 ноември 1524 във Фирраден; † 5 май 1609 в замък Орденсбург в Зоненбург) е господар на Хонщайн-Фирраден и Шведт и херенмайстор на Йоанитския орден, последен мъжки представител на род Хонщайн.
Той е вторият син на Волфганг фон Хонщайн-Фирраден, господар на Фирраден и Шведт († 1535) и съпругата му Катарина фон Хонщайн-Клетенберг (* ок. 1470), дъщеря на граф Ернст IV фон Хонщайн цу Лохра и Клетенберг (1440 – 1508) и на Маргарета фон Гера (1445 – 1489/1497). Внук е на Йохан I фон Хонщайн († 1498) и на принцеса Анна (Агнес) фон Анхалт-Цербст († 1492), дъщеря на княз Георг I фон Анхалт-Цербст.
От 1535 г. той управлява Хонщайн заедно с по-големия си брат Вилхелм II (1517 – 1570). През 1570 г. Вилхелм фон Хонщайн умира на шестедет и три години без наследници. Господството Шведт-Фирраден се обединява и се наследява от Мартин. От 1580 г. той построява кметството в Шведт на Одер. През 1569 г. Мартин е избран на 44 години от капитела на Йоанитския орден в Зоненбург за херенмайстор.
Мартин се жени преди 1 август 1559 г. за графиня Мария фон Регенщайн и Бланкенбург (* 1535; † 1618), дъщеря на граф Улрих X фон Регенщайн-Бланкенбург (1499 – 1551) и на графиня Магдалена фон Щолберг (1511 – 1546). Бракът е бездетен. 
Той умира на 5 май 1609 г. на 84 години в Орденсбург в Зоненбург и на 10 юни 1609 г. тържество е погребан в църквата Св. Катарина. Понеже няма наследници господството Шведт-Фирраден отново отива обратно към Курфюрство Бранденбург.